# Давид I
Дави́д I Свято́й (гэльск. Dabíd mac Maíl Choluim, ок. 1082 — 24 мая 1153) — правитель Камбрии с 1107 года, король Шотландии с 1124 года. С 1113 года через брак также получил право владения графством Хантингдон — одним из крупнейших феодов на территории средневековой Англии.
Молодость провёл при английском дворе, где испытал большое влияние норманской культуры, что сказалось на характере проводимых им реформ государственного устройства (т. н. «Давидовская революция»). В правление Давида была отчеканена первая шотландская монета, усилилась централизация власти, была заимствована норманская феодальная система, принят свод законов «Leges inter Brettos et Scottos», введена система бургов. Основал ряд городов, включая Эдинбург, а своей столицей сделал Роксбург. Со Средних веков почитается католиками как святой.

## Ранние годы
Будучи младшим из сыновей Малькольма III и его второй жены Маргариты Шотландской (наследницы англосаксонских королей), не предполагался к наследованию шотландского престола, так как у него было семь старших братьев. Вероятно, предполагался к церковной карьере, о чём свидетельствует его «церковное библейское» имя (благодаря ему в последствии ставшим одним из самых популярных в Шотландии).
В ноябре 1093 года, после гибели Малькольма III и его старшего сына Эдуарда во время вторжения в Нортумбрию, шотландский престол захватил брат короля Дональд III. Давид и его братья Эдмунд, Эдгар и Александр вынуждены были бежать в Англию, где в это время находился их сводный брат Дункан. В 1097 году Эдгар при поддержке Вильгельма II Рыжего свергнул Дональда III и стал новым королём.

Камбрия, или Стратклайд во времена Давида

В течение первой четверти XII века Давид, живя при дворе английского короля Генриха I и пользуясь его благосклонностью, впитывал нормандскую (англо-французскую) культуру. В 1113 году Генрих отдал ему в жёны Матильду, дочь и наследницу Вальтеофа, графа Нортумбрии. Благодаря этому браку Давид стал одним из богатейших людей и самых могущественных феодалов на землях английской короны. Первенца он назвал Генрихом в честь своего покровителя. Во владениях жены формально Давид считался лишь временным правителем (как опекун малолетнего сына), по сути же был полновластным хозяином.
Когда в 1107 году умер его бездетный брат Эдгар Шотландский, территории королевства были поделены по его завещанию между младшими братьями — Александром и Давидом. Александр получил королевский титул и земли к северу от рек Форт и Клайд, Давиду же достались южные территории и титул князя Камбрии (princeps Cumbrensis).

## Король всей Шотландии
После смерти брата (27 апреля 1124 года) Давид унаследовал его владения и стал полновластным правителем всей Шотландии. Царствование Давида I считается началом эпохи феодализма в равнинной части страны. Унаследовав корону, Давид остался жить на территории Камбрии. В дальнейшем он продолжал заниматься обустройством преимущественно именно этих, южных земель (как наиболее плодородных и перспективных в хозяйственном отношении). Одним из первых его мероприятий в Камбрии было основание монастыря (и города) Селкерк.

### Усмирение Морея
В 1130 году умер правитель Морея — Хет, бывший зятем Лулаха. Его сыновья Ангус и Малькольм подняли мятеж против Давида, находившегося в Англии. В битве при Стракатро Ангус погиб. Король Шотландии, собрав крупное войско (включавшее норманнских рыцарей из Нортумбрии), двинулся навстречу восставшим. Восстание было подавлено, Малькольм попал в плен, а Морей был конфискован в пользу короны.
В 1134 году, провозгласив себя сыном правителя Морея, против Давида поднял восстание монах Вимунд. Его сторонники разоряли юго-запад Шотландии. В том же году восстание было подавлено.

### Участие в английской гражданской войне

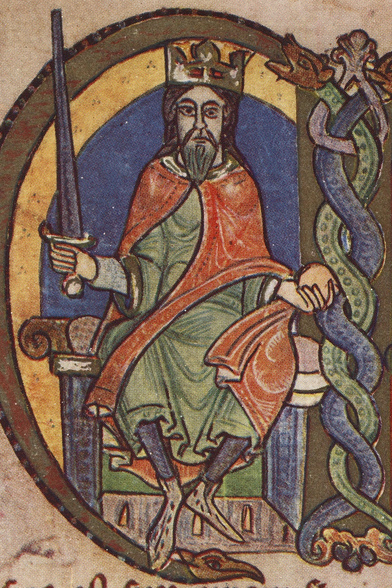
Портрет Давида на грамоте, данной аббатству Келсо в 1159 году

После смерти в 1135 году английского короля Генриха I Боклерка у него не осталось сыновей. На английский престол претендовали дочь Генриха Матильда и его племянник Стефан Блуасский. Права на английское наследство были и у Давида (как у племянника последнего англосаксонского короля Эдгара Этелинга). Но будучи в родстве как с Матильдой, так и со Стефаном, Давид претензий не выдвигал, а вместе с другими баронами присягнул (в качестве держателя английских фьефов) Матильде как наследнице.
После внезапной смерти Генриха I первым в Лондон прибыл Стефан и был коронован, так как многие бароны были против того, чтобы ими правила женщина. Давид I под предлогом защиты прав племянницы вторгся в Англию и получил поддержку севера (Ньюкасл, Уорк, Норгем, Карлайл), но юг не поддержал Матильду. Между Стефаном и Давидом начались переговоры, в результате которых король Шотландии вернул себе графство Хантингдон, Карлайл, Донкастер, кроме того, ему был обещан Нортумберленд. Присягу за эти земли принёс сын Давида Генрих.
В 1138 году сын Давида Генрих посетил Англию, где получил тёплый приём. Недовольные тем, что их ценят меньше иностранца, архиепископ Кентерберийский и правитель Честера покинули двор, нанеся, по мнению шотландского короля, оскорбление. Давид в виде компенсации потребовал Нортумберленд и получил отказ. В 1138 году шотландские войска под командованием его племянника Вильгельма Фиц-Дункана вновь вторглись в Англию.
Так как шотландская армия, состоявшая из разнородных частей, проявила жестокость к мирному населению, ей отвечали тем же. Поэтому после победы у Клитеро над армией Стефана Давид не только не получил поддержки Севера, а встретил сопротивление, благословлённое архиепископом Йоркским. 22 августа 1138 года армии Стефана и Давида встретились у Норталлертона. Перед последующей битвой часть нормандских баронов, бывших одновременно вассалами двух королей, попытались склонить стороны к миру, но так как Давид отказался, они сложили с себя клятву верности.
Исследователи утверждают, что из-за тактических просчётов Давида битва была проиграна. Попытка Давида справиться с этим у Норталлертона не удалась, но он смог собрать разрозненные отряды и отступил к Карлайлу.
В войну вмешался папский легат Альберик, предложивший королям заключить мир. Переговоры вели жена короля Стефана (как родственница двух королей) Матильда и сын Давида Генрих. По Ноттингемскогму договору Генрих получал Нортумберленд, кроме городов Ньюкасла и Бамборо, за которые он получал два города в южной Англии.

### Внутренняя политика

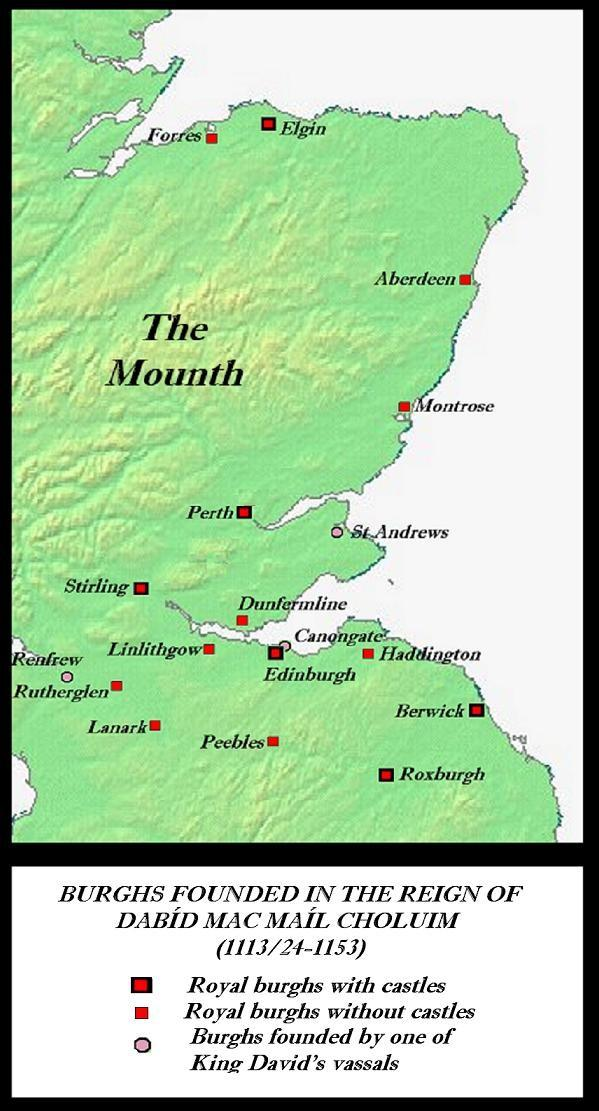
Крепости Давида и Малькольма

При вступлении Давида на престол королевства Альба оно представляло собой патриархальное, дофеодальное образование без денежного обращения и городов западноевропейского типа. Торговля была в зачаточном состоянии, в экономике господствовало натуральное хозяйство. Огромный доход с английских владений и опыт управления ими позволили Давиду развернуть масштабные реформы, направленные на феодализацию государственного устройства. 
Давид первым из шотландских правителей стал чеканить монету (пенни), основал как минимум пять городов (включая Эдинбург). Для заселения новых бургов приглашались жители Фландрии и севера Англии, которые принесли с собой не только городскую культуру, но и навыки шерстопрядения. В качестве основного внешнего порта развивался Бервик. За время своего правления Давид заметно сдвинул границы королевства на юг, приблизив их к современным пределам Шотландии.
Давид стимулировал переезд на север нормандских рыцарей, многие из которых стали родоначальниками известных шотландских родов (таких, как Стюарты и Брюсы). Земли им предоставлялись на новых, феодальных началах — в качестве гарантии службы королю. Придворные Давида вместо гэльского общались на французском. По сути произошла переориентация Шотландии с Ирландии и других кельтских земель на юг, в сторону Лондона и Парижа. По влиянию на дальнейшее развитие страны Давида сравнивают с Петром I в России.
Покровительство, оказываемое Давидом церкви, прославило его на континенте: бенедиктинцы, цистерцианцы и августинцы восхваляли его как идеального, по их представлениям, правителя. В окрестностях королевской резиденции были основаны многочисленные монастыри (среди которых Холируд, Келсо, Мелроз). Эти монашеские обители с веками стали не только очагами культуры, но и опорными хозяйственными точками, игравшими ключевую роль в развитии внешней и внутренней торговли. Давид учредил епископство в Глазго и построил там первый каменный собор, но учреждения шотландского архиепископства добиться не смог.

## Семья
Муж Матильды, дочери Вальтеофа, графа Нортумбрии
- Малькольм (ок. 1114 − 1116/1117)
- Генрих Шотландский (1114—12 июня 1152) — граф Хантингдон (1130—1138, 1138—1141) и граф Нортумбрии (1139—1152)
- Кларисса
- Годирна